# Chawanmushi
Le chawanmushi 茶碗蒸し (chawanmushi), littéralement en japonais : cuit à la vapeur dans un bol à thé — chawan 茶碗 (chawan), « bol à thé » ; 蒸し (mushi), « vapeur » — est une crème salée aux œufs de la cuisine japonaise. Il a entre autres ingrédients la graine du ginkgo, du poulet et des crevettes et il est fait de dashi et non de lait comme le flan.

## Composition

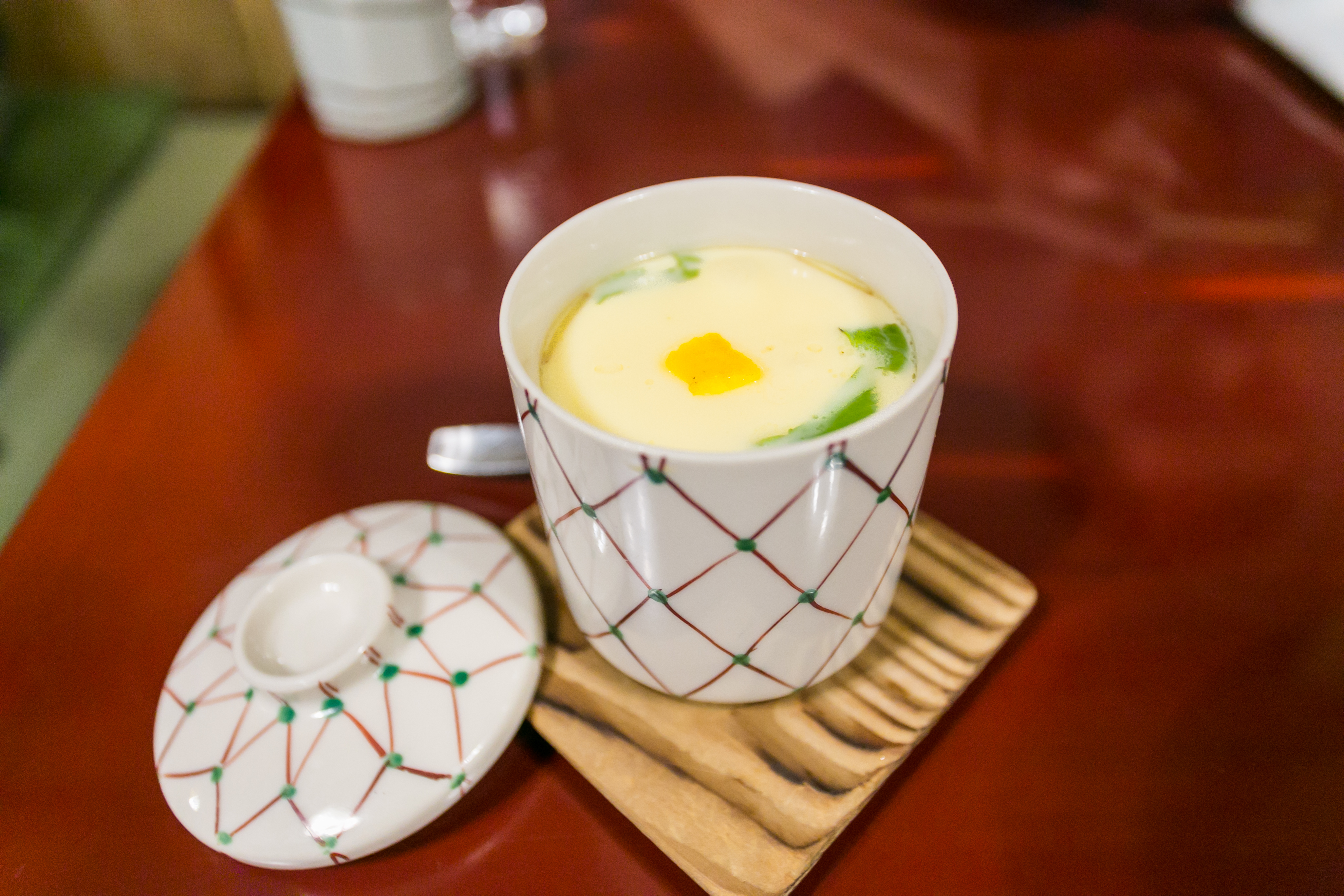
Pot à chawanmushi avec couvercle.

Il s'agit d'une variante de la crème chinoise aux œufs cuits à la vapeur, elle fait partie des mushimono, choses cuites à la vapeur. Les œufs sont battus dans leur volume de bouillon de dashi, un trait de sauce de soja, parfois de saké ou de mirin, puis garnis de champignons shiitake, graines du ginkgo, bulbes de lys, kamaboko, poulet, crevettes, anguille grillée ou légumes,,,. Le chawanmushi traditionnel se fait avec un bouillon de poulet.
Il est décliné en de multiples ingrédients ainsi que bouillons. Cette recette s'est mondialisée, à l'imagination de chacun : la chef indienne Karen Anand fait un chawanmushi au homard (un homard, trois œufs), Adrienne à Los Altos un classique au foie gras, et le chef Nobu Matsuhisa un chawanmushi de Saint-Jacques au caviar,,.

## Importance de la cuisson

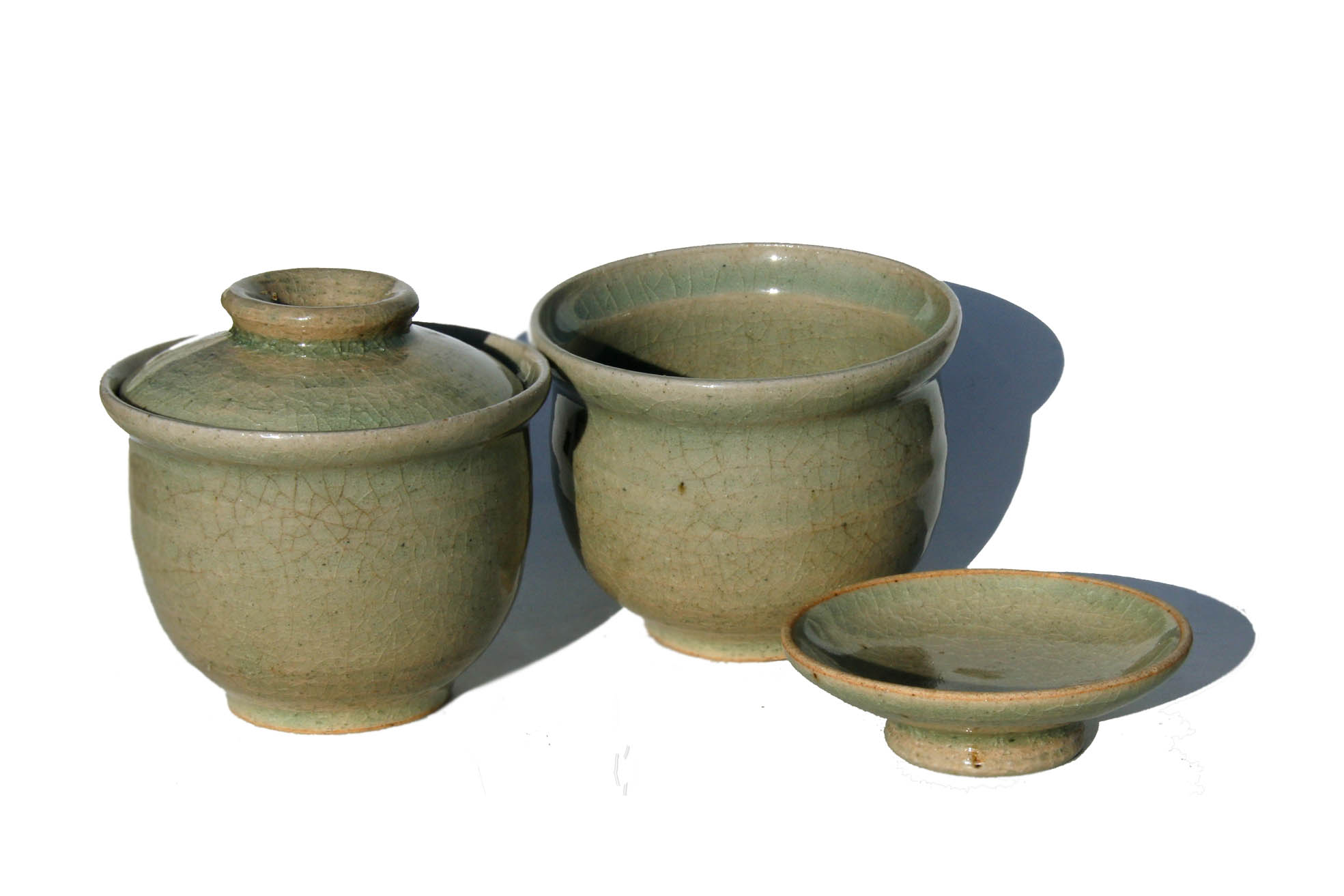
Pots à chawanmushi.

Le chawanmushi doit avoir la consistance d'une gelée tremblante, lisse, sans bulle. C'est pourquoi les œufs battus doucement avec le dashi sont filtrés lentement dans la tasse ou le ramequin. Le soyeux du chawanmushi s'obtient par une cuisson douce, avec une montée progressive en température qui, dans l'idéal, ne doit pas dépasser 90 °C et 12 min ou 85 °C C et 18 min et quelques minutes supplémentaires pour une tasse épaisse avec couvercle,. Il est préférable de couvrir les pots de chawanmushi avec un papier d'aluminium, par exemple, pour que l'eau de ruissellement de l'étage vapeur ne tombe pas dans le chawanmushi.
Le temps de cuisson donné souvent est 15 min ou temps de cuisson rapide du riz dans un cuiseur de riz. Dans ce cas, il faut poser les ramequins sur une grille pour que la cuisson à la vapeur se fasse bien, et non au bain-marie. On teste la cuisson en piquant le chawanmushi avec un cure-dent, qui ne doit pas coller,.
Le chawanmushi chaud fait partie du repas traditionnel kaiseki,. On le sert aussi en entrée froide ou chaude. En plat, il faut utiliser un récipient à couvercle pour le tenir chaud. Ces pots à chawanmushi sont souvent accompagnés de cuillères en céramique ou en bois. La texture est fondante sur la langue, légère comme l'air, sans aucun grumeau à la surface ou à l'intérieur, et il doit y avoir une petite quantité de liquide de séparation quand on glisse la cuillère.

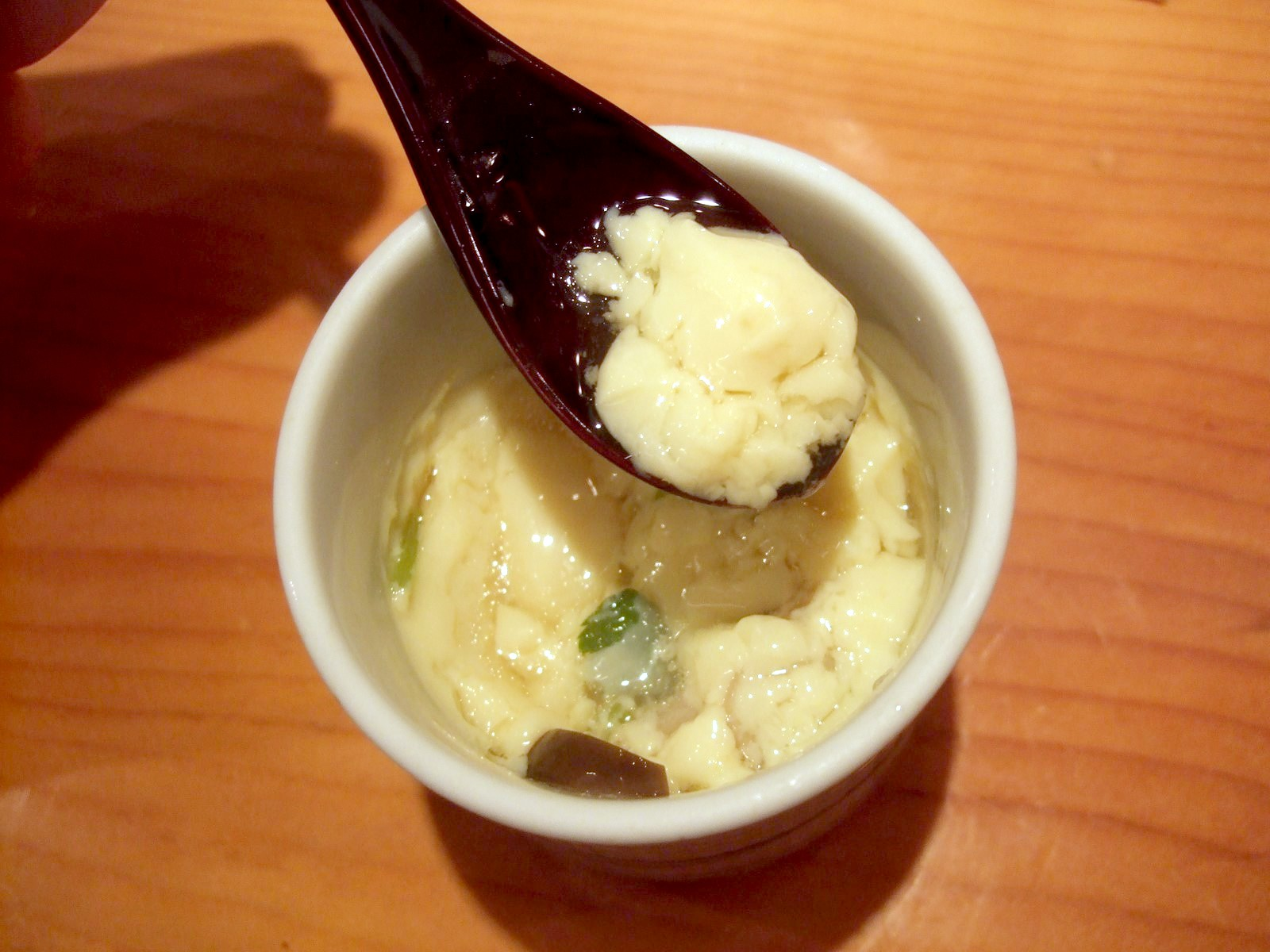
Le chawanmushi se mange à la cuillère.

## Anthologie duchawanmushi
Avec des udon, il devient un odamaki-mushi, originaire du Kansai,.
La chanson de la crème aux œufs 茶わんむしの歌 (chawanmushi no uta) de Kagoshima date de l'ère Taishō, est une chanson de la tasse de thé.
Le restaurant Yossou de Nagasaki est un restaurant de chawanmushi depuis 1866 (2020).
D'après la 日本茶碗蒸協会 (Nihon chawanmushi kyōkai), le chawanmushi serait originaire du manoir de Tojin à Nagasaki. On en retrouverait la première trace dès 1689.

### Jeu vidéo
Le chawanmushi est une des recettes de Tales of Symphonia.
Dans Devil Survivor 2, l'un des personnages est un chef cuisinier et son plat fétiche est le chawanmushi.

### Littérature
Amélie Nothomb indique dans Métaphysique des tubes que le chawanmushi est le plat préféré de l'une de ses deux servantes, Kashima-san : « Je demandai à Nishiosan de lui préparer son plat préféré : elle prépara un chawanmushi sublime qui fut mangé du bout des lèvres et commenté de silence. »